# دوري جرينلاند لكرة القدم 1975
دوري جرينلاند لكرة القدم 1975 هو موسم من دوري جرينلاند لكرة القدم. فاز فيه Grønlands Seminariums Sportklub ‏.